# Træfningen ved Andemose
Træfningen ved Andemose fandt sted den 7. februar 1659, under den anden Karl Gustav-krig. Den svenske rigsadmiral Karl Gustav Wrangel stod i spidsen for en eskadre med fire orlogsskibe med ledsageskibe, der angreb Langeland. Dækket af skibskanonerne lykkedes det under voldsom ildkamp svenskerne at komme i land ved Andemose knøs, øst for Steensgård, men danske bønder og soldater gik til modangreb.

## Baggrund
Siden september 1658 havde oberstløjtnant David Bernebach og landsdommer Vincents Steensen, der også havde ledet Rudkøbings forsvar under Torstenssonfejden, arbejdet på at organisere Langelands forsvar. Dertil fik de god hjælp fra befolkningen og der blev anlagt skanser på de mest udsatte strækninger, organiseret vagttjeneste, ekserceret og arbejdet med at holde kysten isfri. Langelands placering var strategisk vigtig i svenskernes overgang over Storebælt, og de forsøgte flere gange med landgangsforsøg, men hver gang blev de drevet tilbage af langelænderne, ofte med landsdommeren i spidsen. Derimod var flere af de få professionelle danske soldater på øen blevet sendt til København, der samtidig var under belejring.

## Kampen
Den 7. februar 1659 kom svenskernes ventede storangreb. Dækket af skibskanonerne gik svenskerne i land ved Andemose knøs. Modvind havde sinket angrebet så Vincents Steensen var blevet advaret, og det samme var bønderne fra Snøde og Stoense, og danskerne gik til modangreb. "vore folk holdt sig vel, og fjenden ville ikke vige, så at der blev mangt et faderløst barn, og mangen en fin soldat blev nedfældet", som det dramatisk blev nedskrevet længe efter kampen. Den svenske rigsadmiral Wrangel var imponeret: "Vi er nu med vore skibe halvandet musketskud fra stranden, men de respekterer ikke kanoneringen det ringeste", skrev han. Den 67-årige danske landsdommer Vincents Steensen blev blev ramt af et kardæskskud og fik over 20 sår. Skal man tro ligprædikenen over ham, udbrød han til Bernebach: "Ak broder, jeg er skudt, jeg må dø. Gør blot dit bedste og hold folkene sammen, at de ikke viger fra hverandre, men ærligt forsvarer deres fædreland." Steensen blev efterfølgende bragt til Steensgård hvor han døde samme aften. Imens kæmpede Bernebach videre på stranden indtil de ud på natten havde fordrevet svenskerne.
Samtidig med Wrangels sidste forsøg gik svenskerne imidlertid også i land på den anden side af Langeland. Den svenske oberst Puttkammer ledede en ekspedition fra Svendborg, der erobrede skansen ved Strandby vest for Tranekær slot. Skansen var svagt besat fordi de fleste deltog i kampene nordpå. Løjtnant Jakob Andersen angreb imidlertid svenskerne med en styrke på 150 mand, som han bragte med fra Sydlangeland. De var dog alt for få, og Andersen blev taget til fange, men Puttkammer blev såret af en kugle og døde kort efter. Bernebach ankom dog snart med tropperne fra træfningen ved Andemose knøs og generobrede skansen. Dermed var tre blodige døgn på Langeland slut. i et snævert samarbejde mellem militær og halvmilitært forsvar var det lykkedes at afværge en stribe angreb på en ø, hvis lange kyststrækning strengt taget gør den svær at forsvare mod en invasion.

## Efterspil
Wrangel opgjorde sine tab til tre underofficerer og 40 menige, hertil kommer 60 sårede. Disse tal beskriver kun de svenske tab ved Andemose knøs i forbindelse med landgangen d. 7 februar. De danske tab, samt tabene under de øvrige kamphandlinger fra d. 7-9 februar er yderst sparsomt opgjort. Efter Vincents Steensens død ledede hans enke Anne Holck det videre forsvar af Langeland, men seks uger senere, den 21. marts, vendte svenskerne tilbage med en endnu større styrke, bestående af blandt andet 12 orlogsskibe og 2500 mand. Denne gang erobrede de efter lignende kamphandlinger alligevel Langeland og plyndrede blandt andet Steensgaard.

## Mindesmærker
Til minde om de der blev dræbt i kamp mod svenskerne, blev der i 1909 rejst tre mindesten i anledning af 250-året for de voldsomme begivenheder, der fandt sted ved Strandby, Andemose og Uglebjerg. Det var her svenskerne forsøgte at komme i land i løbet af de første måneder af 1659, men alle tre steder blev de slået tilbage af de langelandske bønder. På mindestenen ved Andemose, hvor Vincents Steensen blev dødeligt såret, kan man læse hans angiveligt sidste ord. Indskrifterne på mindestenene er efterhånden så forvitrede, at det er svært at tyde deres budskab, men Langelands Museum, har iværksat en opmaling med begyndelse i foråret 2019.